# Jan Špidlen
Jan Baptista Špidlen (ur. 12 listopada 1967 w Pradze) – czeski lutnik, innowator lutniczy.

## Życiorys
Studiował w Pradze (Szkoła Przemysłu Artystycznego). Podstaw lutnictwa nauczył się od ojca, Přemysla O. Špidlena, jak również w Międzynarodowej Szkole Lutniczej w Mittenwaldzie. Od 1989 był na praktykach zawodowych (restauracja skrzypiec, w tym rzadkich egzemplarzy) w przedsiębiorstwie J & A Beare (Londyn). Od 1988 jest członkiem Koła Artystów Lutników (Violin-Makers' Artists' Circle). Bierze udział w konkursach lutniczych jako juror. W 2004 brał udział w Amiata Summit, szczycie lutniczym poświęconym innowacyjności i udoskonalaniu skrzypiec. Był konstruktorem nowatorskiego instrumentu o indywidualnych walorach artystycznych i ulepszonym brzmieniu. W 2016 był jurorem na XIII Międzynarodowym Konkursie Lutniczym im. Henryka Wieniawskiego w Poznaniu. Na co dzień pracuje w rodzinnej pracowni lutniczej w Pradze.

## Osiągnięcia
- 1990: VI nagroda za altówkę i VII nagroda za skrzypce na konkursie w Paryżu,
- 1993: II nagroda za skrzypce na konkursie w Mittenwaldzie,
- 1993: I nagroda za altówkę na konkursie w Pradze,
- 1994: III nagroda za wiolonczelę na konkursie w Manchesterze,
- 1997: II nagroda za skrzypce na konkursie w Mittenwaldzie,
- 1997: IV nagroda za skrzypce na konkursie w Cremonie,
- 1999: wyróżnienia za skrzypce i altówkę na konkursie w Paryżu,
- 2003: I i II nagroda za skrzypce oraz nagroda za najlepsze brzmienie i nagroda za jakość wykonania instrumentów na 10. Triennale w Cremonie[3].